# (1685) Toro
(1685) Toro es un asteroide que gira en la órbita del Sol en una resonancia orbital 8:5 con la Tierra, y en una resonancia 13:5 con Venus. Fue uno de los primeros Asteroide Apolo descubiertos. Toro es el apellido de soltera de la esposa de Samuel Herrick.
Fue descubierto el 17 de julio de 1948 por Carl Alvar Wirtanen desde el Observatorio Lick en el Monte Hamilton, en San José, California.